# بوني لين باسلر
بوني لين باسلر (بالإنجليزية: Bonnie Bassler)‏ ولدت عام 1962، هي عالمة أحياء جزيئية أمريكية وتشغل منصب أستاذة في جامعة برينستون منذ عام 1994. في عام 2002 حصلت على زمالة ماك آرثر.

## الحياة
ولدت بوني لين في شيكاغو ونشأت في دانفيل، كاليفورنيا. حصلت على بكالوريوس في العلوم وتحديدا في تخصص الكيمياء الحيوية من جامعة كاليفورنيا في ديفيس ثم حصلت على دكتوراه في الكيمياء الحيوية من جامعة جونز هوبكنز. صبت اهتمامها نحو الآلية والطريقة التي تتواصل بها البكتيريا،  ولا زالت مصرة على دراسة والتعمق فيما يُعرف باستشعار النصاب.

## الأوسمة والجوائز
انتخبت باسلر عضوا في الأكاديمية الوطنية للعلوم في عام 2006، ثم انتخبت كعضوة في الأكاديمية الأمريكية للفنون والعلوم في عام 2007. وفي عام 2008 حصلت على تكريم خاص من المجلس الثقافي العالمي. وهي عضو منتخب في الجمعية الأمريكية لتقدم العلوم منذ عام 2004،  وعضو في الجمعية الأمريكية للفلسفة منذ عام 2012.
شغلت بوني باسلر منصب رئيس الجمعية الأمريكية لعلم الأحياء الدقيقة في عام 2011.
تم ترشيح بوني باسلر من قبل الرئيس باراك أوباما إلى منصب في المجلس الوطني للعلوم، وقد نالت النصب وعملت فيه لمدة ست سنوات (2010-2016).
تم ترشيح باسلر من قبل الجمعية الأمريكية لعلم الأحياء الدقيقة على أن تكون واحدة من المتكلمات في مهرجان العلوم والهندسة الأمريكية، وقد تم هذا حيث تحدث عن عملها الوظيفي مع طلاب المدارس المتوسطة والثانوية في تشرين الأول/أكتوبر 2010. وقد اعتُبرت حينها باسلر واحدة من الخمسين الأكثر نفوذا في العلماء والمهندسين داخل الولايات المتحدة، خاصة أنها جلبت اهتام الشباب بفضل محاولاتها في تبسيط وتسهيل كل ما يتعلق بالعلوم والهندسة وقد فازت بجائزة إيلي في العلوم الطبية الحيوية في عام 2009 باعتبارها رائدة فس أبحاث استشعار النصاب وهي آلية تسمح للبكتيريا بالتحدث مع بعضها البعض لتنسيق سلوكها وقد تكون هذه الآلية موجودة حتى بين الأنواع. في عام 2011، فازت بجائزة ريتشارد لونسبيري بفضل ريادتها واكتشافاتها المتنوعة في مجال الكيمياء وتحديدا في موضوع الاتصال بين البكتيريا كما قامت بتقديم عشرات العروض التي شرحت ووضحت فيها الآلية الهيكلية والتنظيمية للسيطرة على البكتيريا. كان اسم بوني باسلر موجودا عام 2012 فس جوائز لوريال-اليونسكو للمرأة في العلوم في أمريكا الشمالية. في عام 2015، منحت إيفرت بيتر جرينبرج من جامعة واشنطن باسلر جائزة شو في علوم الحياة والطب بفضل توضيحها للآلية الجزيئية في استشعار النصاب وهي عملية يتم بموجبها التواصل بين البكتيريا مع بعضهم البعض. في عام 2016، مُنحت بوني باسلر جائزة بولسن للتميز في المجال العلمي، كما حصلت على جائزة أخرى في الرموز الافتراضية.